# Seweryn Bukar
Seweryn Bukar (ur. 1773 w Kijowie, zm. 24 marca 1853 w Ławrynowcach) – pamiętnikarz.

## Życiorys
Urodził się w Kijowie, jako syn Adama Bukara, sędziego ziemskiego żytomierskiego, właściciela Januszpola (Podole), i Konstancji z Pacanowskich. W latach 1783–1790 kształcił się w Szkole Rycerskiej (Szkoła Kadetów) w Warszawie, po czym służył w wojsku koronnym jako podporucznik artylerii. W randze porucznika artylerii brał udział w bitwie Tadeusza Kościuszki (przeszedł z nim całą kampanię) z Rosjanami, pod Zieleńcami. 12 czerwca 1792 odznaczony krzyżem Virtuti Militari w grupie pierwszych kawalerów tego odznaczenia. Po klęsce Kościuszki podał się do dymisji, opuścił wojsko i osiadł na Podolu w majątku ojca w Januszpolu. W roku 1794 definitywnie wystąpił ze służby wojskowej i zaczął gospodarować na wsi. Według Tadeusza Bobrowskiego miał w Eliaszówce „pałacyk włoskiego stylu, który bodaj, czy nie nad możność utrzymywał”. Do jego przyjaciół należał także Szymon Ewaryst Konopacki.
Ożenił się z Julią Budzyńską, z którą miał 2 synów i córkę. Według pamiętników Babińskiego starszy syn, Wincenty był dziedzicem Babina a Teofil poetą pisującym do Tygodnika Petersburskiego oraz pamiętnikarzem. Córka została żoną Władysława Bernatowicza, otrzymując Eliaszówkę. Zmarł dożywszy 80 lat (24 marca 1853) w Ławrynowcach, w powiecie zasławskim.

## Twórczość
- Kilkanaście lat pamiętniczych przeszłości mojej, czyli wspomnienie starego człowieka, pisane od 28 czerwca 1845, fragm. o Szkole Rycerskiej ogł. „Dziennik Warszawski” 1852, nr 231–234; fragmenty wyd. J.I. Kraszewski jako dodatek w książce: Pamiętniki Jana Duklana Ochockiego, t. 4, Wilno 1857; całość wyd. J.I. Kraszewski pt. Pamiętniki... z rękopismu po raz pierwszy ogłoszone, Drezno 1871, Biblioteka Pamiętników i Podróży po Dawnej Polsce, t. 5; wyd. następne: Warszawa (1913), Biblioteka Dzieł Wyborowych; fragmenty wyd. osobno H. Mościcki pt. Szkoła Rycerska w Warszawie, Warszawa 1918; fragmenty przedr. J. Kott, S. Lorentz: Warszawa wieku Oświecenia, Warszawa 1954, s. 86 i 98.

## Listy
- List z roku 1851, rękopis: Ossolineum, sygn. 5997/II.